# رجینا آنساه
رجینا آنساه (انگلیسی: Regina Ansah؛ زادهٔ ۲۳ اوت ۱۹۷۴) بازیکن فوتبال اهل غنا است.
وی همچنین در تیم ملی فوتبال زنان غنا بازی کرده‌است.